# خمیر شیشه
خمیر شیشه یا فریت (به انگلیسی: Frit) به محصول آبدهی و خرد کردن شیشه‌ای با ترکیب مشخص گفته می‌شود که به عنوان یکی از اجرای تشکیل‌دهندهٔ لعاب یا بدنه‌های سرامیکی بکار می‌رود.
خمیر شیشه ترکیبی سرامیکی است که ابتدا ذوب و سپس سردیده شود تا به‌شکلِ خرده‌شیشه درآید. فرایند تهیهٔ خمیر از طریق ذوب و سردایش ترکیب سرامیکی خمیره‌سازی و لعابی که در تهیهٔ آن خمیره‌سازی صورت گرفته‌است، لعاب خمیری‌شده نامیده می‌شود.